# Mesura de la pressió

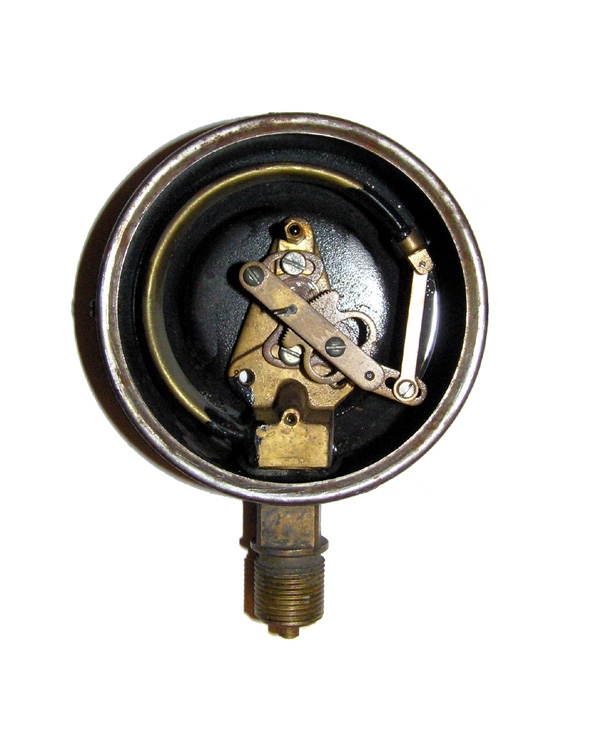
Aparell metàl·lic per a mesurar la pressió

Per al mesurament de la pressió i del buit s'han desenvolupat moltes tècniques i aparells.
Un manòmetre és un instrument que utilitza una columna de líquid per tal de mesurar la pressió, encara que actualment el terme manòmetre sovint es fa servir per a designar qualsevol instrument de mesura que serveixi per mesurar la pressió.
Un aparell de buit (en anglès:vacuum gauge) es fa servir per a mesurar la pressió dins d'un buit en el qual aquesta es divideix en dues subcategories, alt buit i baix buit (i de vegades, buit ultra alt). El rang aplicable en aquest cas en moltes tècniques s'ensolapa, ja que és possible mesurar la oressió del sistemade forma contínua des de 10 bars fins a 10−11 mbar.

## Pressió absoluta i pressió relativa o diferencial
En la vida quotidiana els mesuraments de la pressió, per exemple dels pneumàtics dels automòbils, normalment es fa amb relació a la pressió del medi ambient. En altres casos els mesuraments es fan en referència al buit o a una altra referència específica. Quan es distingeix entre aquestes referències zero es fan servir els següents termes:
- Pressió absoluta es fa referenciar el seu zero respecte a un buit absolut, per tant és igual a la pressió relativa (gauge pressure) afegint la pressió atmosfèrica.
- Pressió relativa (Gauge pressure) en ella el seu zero de referència és la pressió de l'aire del medi ambient, per tant és igual a la pressió absoluta menys la pressió de l'atmosfera. Els signes negatius normalment s'ometen. Per a distingir una pressió negativa, el valor se i fa l'apèndix amb la paraula buit ("vacuum") o l'aparell pot estar etiquetat com a aparell de buit ("vacuum gauge.")
- Pressió diferencial és la diferència de pressió entre dos punts.

La referència zero que es fa servir normalment està implícita en el seu context, i aquestes paraules s'inclouen només quan cal un aclariment. pressió del pneumàtic i pressió de la sang són pressions de l'aparell per convenció, en canvi la pressió atmosfèrica,pressions d'alt buit i pressió altimètrica han de ser absolutes.
Per a la majoria dels fluids de treball quan el fluid existeix dins un sistema tancat preval el mesurament de la pressió relativa. Els instruments de pressió connectats a aquest sistema indicaran pressions relatives a la pressió atmosfèrica real. Aquesta situació canvia quan es mesura un buit extrem; aleshores típicament es fan servir, en el seu lloc, pressions absolutes.
Les pressions diferencials es fan servir de forma comuna en els processos de les indústries. Els aparells de pressió es connecten a dos ports d'entrada i automàticament ells fan les operacions matemàtiques de subtracció sense que calgui el control d'un operari humà.
Les lectures de pressió de buit poden tenir ambigüitat sense el seu propi context donat que poden representar la pressió absoluta o la pressió relativa sense el signe negatiu. Així la pressió de buit de 26 inHg gauge i equival a una pressió absoluta de 30 inHg (la pressió típica atmosfèrica) − 26 inHg = 4 inHg.

## Unitats
La unitat del Sistema internacional SI per a la pressió és el pascal (Pa), equivalent a un newton per metre quadrat (N·m−2 o kg·m−1·s−2). Quan s'indica, la referència al zero es posa entre parèntesis seguint la unitat, per exemple 101 kPa (abs). Les lliures per polzada quadrada (pounds per square inch) o “psi” encara s'usen molt als Estats Units i Canadà. Sovint s'afegeix una lletra a la unitat psi per indicar la referència al zero; psia per “absolute”, psig per “gauge”, psid per “differential”, encara que aquesta pràctica està desaconsellada pel NIST.
Les pressions sovint s'expressen com la fondària d'un líquid determinat (per exemple, polzades d'aigua o  inches of water). La forma abreujada "W.C." o les paraules “columna d'aigua”, "water column" sovint estan impreses en els aparells i mesuraments que utilitzen aigua en el manòmetre.
La densitat del fluid o la gravetat local poden variar d'una lectura a una altra depenent de factors locals, per tant l'alçada de la columna de fluid no defineix la pressió d'una forma precisa.Per tant, els mesurament en forma de "mmHg" o "inHg" es poden convertir n unitats del SI tenint en compte aquests factors que canvien. Les fluctuacions de la temperatura canvien el valor de la densitat del fluid i la ubicació del lloc pot afectar la gravetat.
Encara es poden trobar utilitzades aquestes unitats manomètriques en molts aspectes de la vida com per exemple són comunes en la mesura de la pressió de la sang (en mm de mercuri) o la pressió dels pulmons (en cm d'aigua). També en els gasoductes s'expressa la pressió en polzades d'aigua ("inches W.C."). Els capbussadors fan servir un manòmetre (“rule of thumb”)
Les pressions atmosfèriques normalment es fan utilitzant kilopascals (kPa), o atmosferes (unitat) excepte als Estats Units on es prefereixen els hectopascals (hPa) i els mbar. En l'enginyeria d'Amèrica del Nord la resistència física (stress) sovint es mesura en unitats kips. Tanmateix la resistència no és una autèntica pressió donat que no és escalar des del punt de vista de la física. En el sistema cgs la unitat de pressió és el barye (ba), equivalent a 1 dyn·cm−2. En el sistema metre-tona-segon mts la unitat de pressió era la pieze, igual a 1 sthene per metre quadrat.
Es fan servir moltes altres unitats híbrides com són el mmHg/cm² o grams-força/cm² (de vegades com kg/cm² sense identificar pròpiament les unitats de força). Utilitzar els termes kilogram, gram, kilogram-força, o gram-força (o els seus símbols) està vetat en el sistema SI; la unitat de forçaen el SI és el newton (N).

## Pressió estàtica i pressió dinàmica
La pressió estàtica és uniforme en totes les direccions, per tant els mesuraments de la pressió són indepents de la direcció en un fluid inamovible (estàtic). Tanmateix, el flux aplica pressió addicional en les superfícies perpendiculars a la direcció del flux. Aquest component direccional de pressió en un fluid en moviment (dinàmic) es diu pressió dinàmica. La pressió total que enloba la suma de les pressions estàtiques i dinàmiques la pot mesurar un instrument adequat i la mesura que fa és una pressió diferencial.
Algunes aplicacions són:
- Altímetre
- Baròmetre
- Sensor MAP
- Tub de Pitot
- Esfigmonanòmetre

## Instruments
S'han inventat molts instruments per a mesurar la pressió el més antic dels quals és el de columna de líquid (mercuri) inventat per Evangelista Torricelli l'any 1643. Christiaan Huygens va inventar el de tub en forma d'U l'any 1661.

### Hidrostàtics
Els aparells hidroestàtics (com el manòmetre de columna de mercuri) registren la pressió hidroestàtica produïda per unitat de superfície de la columna de líquid a la seva base. En aquests tipus d'aparells els mesuraments de la pressió són independents del tipus de gas que es mesuri.

#### Pistons
Els aparells amb pistons contrabalancegen la pressió d'un fluid amb una molla o un pes sòlid i en aquest cas es poden utilitzar per a calibrar altres aparells.

#### Columna líquida

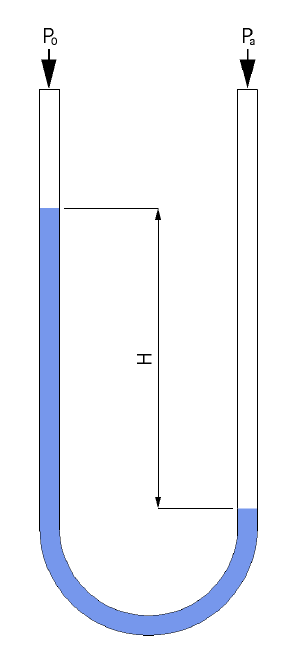
La diferència en l'alçada del fluid en un manòmetre de columna líquida és proporcional a la diferència de pressió.

Utilitzant el Principi de Bernoulli i la seva derivada que és l'equació de la pressió de cap, els líquids es poden usar per a instruments quan és present la gravetat. Els instruments de columna líquida consisteixen en una columna vertical de líquid dins un tub en el qual els dos extrems estan exposats a pressions diferents. Aquesta columna podrà pujar o baixar fins que el seu pes (una força aplicada deguda a la gravetat) estigui en equilibri amb la pressió diferencial entre els dos extrems del tub (una força aplicada deguda a la pressió del fluid). <La pressió en qualsevol dels extrems del líquid (que en la imatge és de color blau) ha d'estar en equilibri (donat que el líquid és estàtic) i que Pa = P0 + hgρ.
En la majoria dels mesuraments fets amb columna líquida, el resultat del mesurement ésl'alçada (height, h), expressats típicament en mm, cm, o polzades. Aquesta h també es coneix com la pressió de cap (presures head). Quan la precisió és crítica també s'haurà d'especificar la temperatura que hi havia durant el mesurament del fluid. Per exemple, es pot escriure la pressió de cap com "742.2 mmHg" o "4.2 inH₂O at 59 °F" per a mesurament amb mercuri, aigua com a fluid manomètric, respectivament.

#### Aparell de McLeod
Un aparell de McLeod (“McLeod gauge”) aïlla una mostra de gas i la comprimeix dins un manòmetre de mercuri modificat fins que la pressió és d'uns pocs mmHg. No és una tècnica adequada per a un monitoratge continu però té una bona precisió.
Rang útil: per sobre de 10-4 torr (roughly 10-2 Pa) fins a 10-6 Torr (0.1 mPa),

### Aneroides
Els aparells aneroides estan basats en la resposta elàstica dels sensors de metall sota l'efecte de la diferència de pressió."Aneroide" significa "sense fluid," però també poden servir els aneroides per a mesurar la pressió d'un líquid o d'un gas per això actualment es prefereix dir-ne "aparells mecànics". L'element sensible a la pressió pot ser un Tub de Bourdon, un diafragma, una càpsula o un conjunt de manxes les quals canviaran de forma en resposta a la pressió local.

#### Bourdon

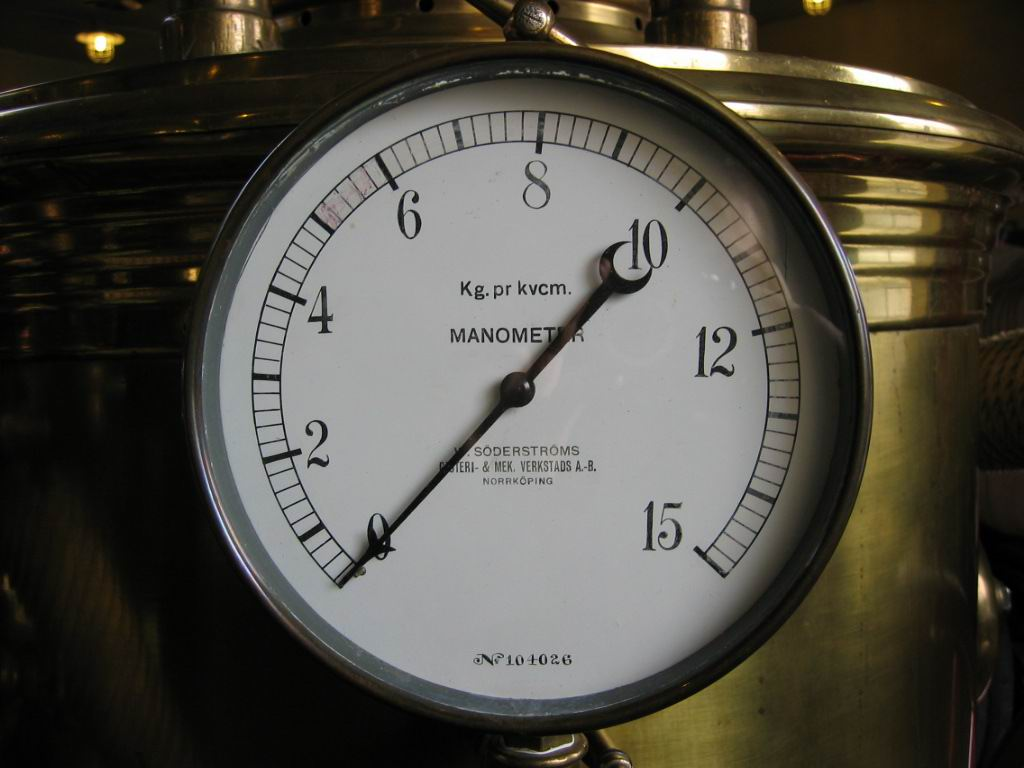
Manòmetre de membrana

L'aparell de Bourdon es basa en el principi que un tub aplanat tendeix a recuperar la seva forma circular en secció transversal quan es pressuritza.
Eugene Bourdon va patentar aquest aparell l'any 1849 i ràpidament va ser adoptat per la seva major sensibilitat, linearitat i precisió. L'any 1849, Bernard Schaeffer patentà un aparell de diafragma també molt usat industrialment.

#### Manxes
En els mesuradors destinats a sentir pressions petites o les diferències de pressió, o bé exigir que es mesuri una pressió absoluta, el tren d'engranatges i l'agulla indicadora poden ser impulsades per una càmera de manxa tancada i segellada, anomenada un "aneroide". Aquesta configuració de manxa s'utilitza en baròmetres aneroides, altímetres, enregistradors d'altitud barografs, i en els instruments de telemetria d'altitud utilitzats en globus meteorològics radiosondes. Aquests dispositius utilitzen la cambra segellada com una pressió de referència i són impulsats per la pressió externa. Altres instruments sensibles en els avions, com són els indicador de velocitat de l'aire els de l'índex d'indicadors d'ascens (variòmetres) tenen connexions tant a la part interna de la càmera aneroide com una càmera envoltant externa.

## Sensors de la pressió electrònics
Mesurador de tensions piezoresistiu
Utilitza l'efecte de la piezoresistivitat per detectar la pressió aplicada.
Capacitius
Utilitza una cavitat del diafragma i de la pressió per detectar la tensió a causa de la pressió aplicada.
Magnètics
Mesures el desplaçament d'un diafragma pels canvis en la inductància (reluctància), LVDT, Efecte Hall, o pel corrent de Foucalt.
Piezoelèctrics
Usa l'efecte piezoelèctric en certs materials davant la pressió.
Òptics
Usa el canvi físic d'una fibra òptica respecte la pressió.
Potentiomètric
Usa el moviment d'un wiper al llarg d'un mecanisme resistiu davant la pressió.
Resonants
Usa els canvis en la freqüència de ressonància en un mecanisme sensor o els canvis en la densitat d'un gas per la pressió.

## Conductivitat tèrmica
Generalment un gas real incrementa la seva densitat a mesura que també ho fa la pressió i la seva capacitat per a la conducció de la calor també s'incrementa. En aquests tipus d'aparells un filament elèctric s'escalfa quan hi passa el corrent elèctric. Es pot utilitzar un termoparell per a mwesurar la temperatura del filament. Aquests aparels tenen una precisió de10-3 Torr a 10 Torr.